# Úlcera de Buruli
A úlcera de Buruli (também conhecida como úlcera de Bairnsdale, de Searls ou de Daintree) é uma doença infecciosa causada pela bactéria Mycobacterium ulcerans. O início da infecção caracteriza-se pela presença de um nódulo indolor ou de inchaço local. Esse nódulo pode ser tornar uma úlcera. A úlcera pode ser maior internamente do que aparenta na superfície da pele e pode apresentar inchaço na área em  redor. À medida que a doença progride, a infecção pode atingir os ossos. A úlcera de Buruli é mais comum em braços e pernas. A ocorrência de febre é incomum.
A M. ulcerans libera uma toxina conhecida como micolactona, que causa a função do sistema imunológico e resulta na morte do tecido. Bactérias da mesma família também causam tuberculose e hanseníase (M. tuberculosis e M. leprae, respectivamente). Ainda não se sabe como a doença se propaga. Acredita-se que a água possa estar envolvida no modo de propagação da doença. Até 2013, ainda não havia uma vacina eficaz.
Se o tratamento for precoce, o uso de antibióticos por oito semanas é eficaz em 80% dos casos. Em geral, o tratamento consiste no uso de rifampicina e estreptomicina. Em alguns casos, usa-se claritromicina ou moxifloxacino em vez de estreptomicina. Outra forma de tratamento pode incluir a remoção da úlcera. Normalmente, com a infecção já curada, a área afetada apresentará uma cicatriz.
A úlcera de Buruli geralmente ocorre na região rural da África subsaariana, especialmente na Costa do Marfim, mas também pode ocorrer na Ásia, na região do Pacífico ocidental e nas Américas. Foram registrados casos em mais de 32 países; cerca de cinco a seis mil casos ocorrem todos os anos. A doença também ocorre em alguns animais, não só em humanos. Albert Ruskin Cook foi o primeiro a descrever a úlcera de Buruli em 1897.

## Causa
O Mycobacterium ulcerans entra através de feridas em contato com água ou peixes infectados, possivelmente também sendo transmitido por insetos aquáticos africanos. O período de incubação é de 2 meses. O organismo produz uma toxina chamada micolactona, um policetido solúvel, que induz a apoptose celular e imunossupressão.

## Sinais e sintomas
Começa com um nódulo indolor que vai engrossando com os dias e eventualmente começa a causar ulcerações na pele irregulares. Como a toxina micolactona tem propriedades imunossupressoras e citotóxicas, a destruição do tecido ocorre sem induzir inflamação ou sintomas sistêmicos como febre, mal-estar, ou adenopatias. Se não tratada pode expor músculos e ossos, e podem causar em deformidades permanentes. Raramente é fatal.

## Tratamento

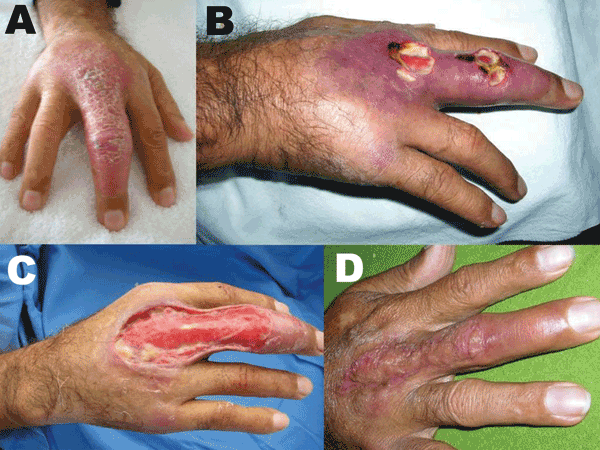
Pessoa com úlcera de Buruli

O uso de antibióticos durante oito semanas é eficaz em 80% dos pacientes. Geralmente se utiliza rifampicina (10 mg/kg uma vez ao dia) e estreptomicina (15 mg/kg uma vez ao dia) ou claritromicina ou moxifloxacina (400 mg uma vez ao dia). Sem tratamento, 15% dos casos resultam em deformações permanentes. Úlceras muito grandes e deformações podem exigir cirurgia reparadora. Quando o sistema imunitário está baixo a úlcera é mais agressiva e difícil de ser tratada.